# Berta Drews
Berta Emilie Helene Drews (* 19. November 1901 in Tempelhof; † 10. April 1987 in Berlin) war eine deutsche Schauspielerin.

## Leben

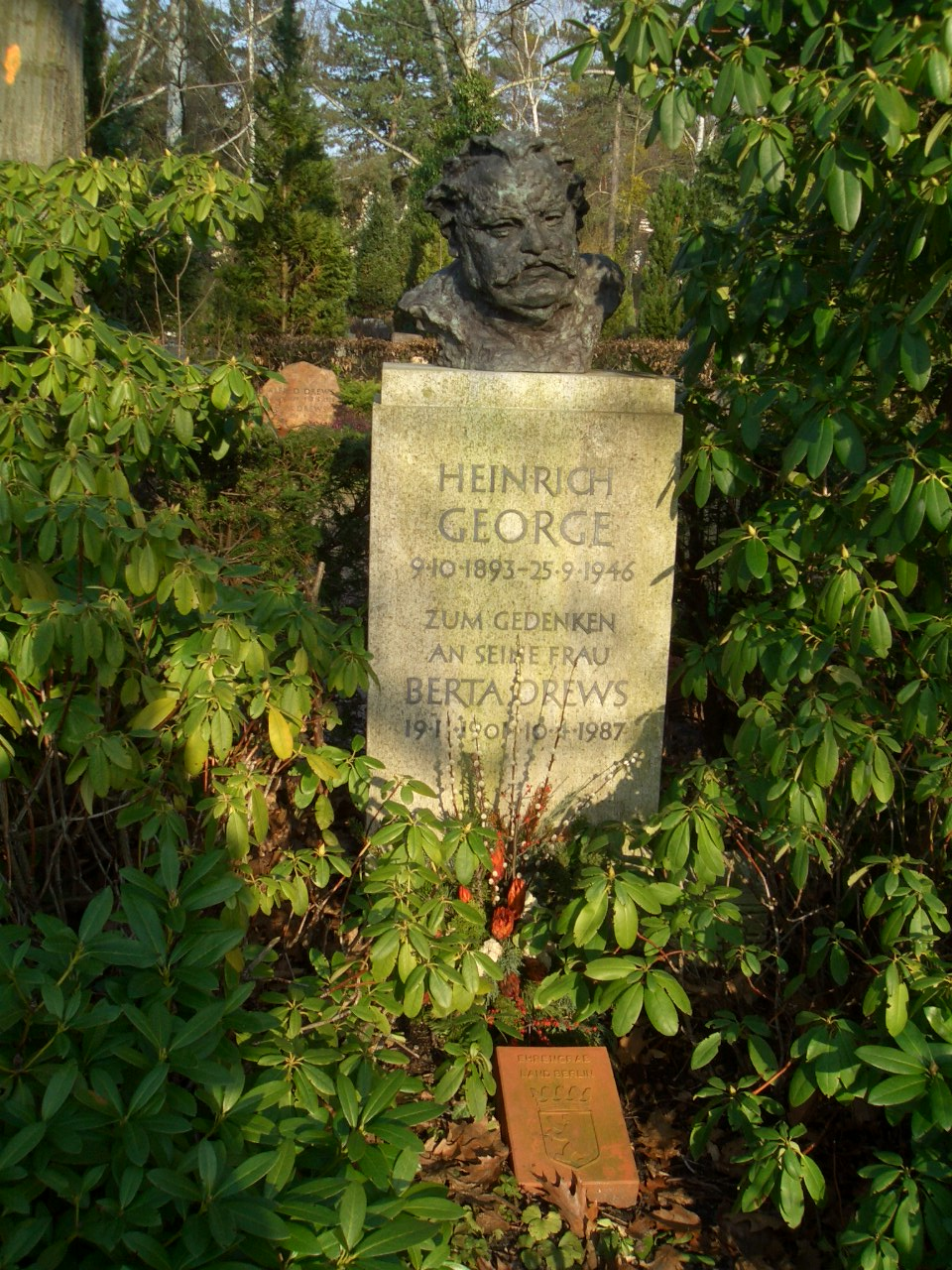
Gedenken an Berta Drews auf dem Grabstein Heinrich Georges auf dem Friedhof Zehlendorf

Drews war die Tochter des Ingenieurs Karl Otto Drews und seiner Ehefrau Helena geb. Harsdorff. Geboren wurde sie in der elterlichen Wohnung in der Friedrich-Wilhelm-Straße 111 im heutigen Berlin-Tempelhof. Berta Drews wollte zunächst Opernsängerin werden und studierte von 1922 bis 1924 an der Berliner Hochschule für Musik, brach wegen Schwierigkeiten mit ihrer Stimme diese Ausbildung ab und ging dann an die Schauspielschule von Max Reinhardt am Deutschen Theater. Ab 1925 war sie am Landestheater Stuttgart engagiert, hatte ihr Bühnendebüt in der Rolle der Lady Mortimer in Shakespeares Heinrich IV und spielte von 1926 bis 1930 an den Münchner Kammerspielen.  Im Jahr 1931 kehrte sie nach Berlin zurück, war zunächst an der Volksbühne, seit 1933 am Staatstheater, von 1938 bis 1945 Mitglied des Ensembles des Berliner Schillertheaters, dessen Intendant seit 1937 ihr Ehemann Heinrich George war. Mit diesem gemeinsam spielte sie 1933 in Hitlerjunge Quex. Beide waren 1943 im Publikum im Berliner Sportpalast, als Joseph Goebbels den Totalen Krieg ausrief. Beide standen 1944 auch in der Gottbegnadeten-Liste des Reichsministeriums für Volksaufklärung und Propaganda.
Aus der Beziehung mit Heinrich George und der 1932 geschlossenen Ehe stammen die beiden Söhne Jan (* 1931), Fotograf, und Götz George (* 1938–2016), ebenfalls Schauspieler.
Nach Kriegsende war sie bis 1949 am Hebbel-Theater tätig und kehrte 1951 an das Schillertheater zurück. Sie spielte dort unter anderem die „Eliza“ in George Bernard Shaws Pygmalion und die „Winnie“ in Samuel Becketts absurdem Zweiakter Glückliche Tage. Gleichzeitig war sie eine beliebte Film- und Fernsehdarstellerin, zum Beispiel 1956 in Anastasia, die letzte Zarentochter von Falk Harnack oder 1958 in Es geschah am hellichten Tag, in dem sie die Frau des Mörders Schrott verkörperte. In Volker Schlöndorffs Romanverfilmung Die Blechtrommel verkörperte sie Oskar Matzeraths Großmutter Anna Koljaiczek als bereits ältere Frau.
Neben einer Biografie über ihren Mann (1959) veröffentlichte sie 1986 ihre Autobiografie Wohin des Wegs?
Darüber hinaus lieh sie als Synchronsprecherin unter anderem Sylvia Sidney (Verdammte hinter Gittern) und Jo Van Fleet (Wilder Strom) ihre Stimme.
Berta Drews starb am 10. April 1987 im Alter von 85 Jahren in Berlin.
Sie wurde auf ihren Wunsch hin in der Ostsee seebestattet. Am Grab ihres Gatten Heinrich George auf dem Friedhof Zehlendorf wird ihrer gedacht.
33 Bände aus ihrer Privatbibliothek befinden sich in der Bibliothek der Akademie der Künste Berlin.

## Filmografie
- 1933: Schleppzug M 17
- 1933: Hitlerjunge Quex
- 1936: Der Kaiser von Kalifornien
- 1938: Urlaub auf Ehrenwort
- 1939: Alarm auf Station III
- 1941: Über alles in der Welt
- 1941: Heimkehr
- 1942: Der große Schatten
- 1945: Die Schenke zur ewigen Liebe
- 1949: Mädchen hinter Gittern
- 1950: Uli – der junge Seefahrer (Lockende Gefahr)
- 1952: Wenn abends die Heide träumt
- 1953: Ave Maria
- 1954: Türen – Türen – Türen... (Fernsehfilm)
- 1955: Ein Mann vergißt die Liebe
- 1955: Der Biberpelz (Fernsehfilm)
- 1955: Eine Frau genügt nicht?
- 1955: Ciske – ein Kind braucht Liebe
- 1955: Suchkind 312
- 1955: Die Unvergessliche (Fernsehfilm)
- 1956: Mein Bruder Josua
- 1956: Anastasia, die letzte Zarentochter
- 1958: Es geschah am hellichten Tag
- 1958: Das Mädchen vom Moorhof
- 1958: Polikuschka
- 1959: Kriegsgericht
- 1959: Jons und Erdme – Die Frau des Anderen (Jons und Erdme)
- 1960: Die Fastnachtsbeichte
- 1961: Zu jung für die Liebe?
- 1961: Dreiunddreißig Minuten in Grüneberg (Fernsehfilm)
- 1961: Unser Haus in Kamerun
- 1962: Ich kann nicht länger schweigen
- 1962: Das Mädchen und der Staatsanwalt
- 1962: Frauenarzt Dr. Sibelius
- 1962–1965: Jedermannstraße 11 (Fernsehserie, 26 Folgen)
- 1963: Berlin – Melodie, Vom Zille – Ball zum Jazzlokal (Fernsehfilm)
- 1963: Die Grotte (Fernsehfilm)
- 1964: Der Kaiser vom Alexanderplatz (Fernsehfilm)
- 1964: Rauf und runter (Fernsehfilm)
- 1964: Nebelmörder
- 1964: Die Sanfte (Fernsehfilm)
- 1964: Sie werden sterben, Sire (Fernsehfilm)
- 1965: Die Chinesische Mauer (Fernsehfilm)
- 1965: Don Juan oder Die Liebe zur Geometrie (Fernsehfilm)
- 1966: Bei Pfeiffers ist Ball (Fernsehfilm)
- 1966: Um Lucretia (Fernsehfilm)
- 1966: Ein unruhiger Tag (Fernsehfilm)
- 1967: Philadelphia, ich bin da! (Fernsehfilm)
- 1967: Im Ballhaus ist Musike – Ein Altberliner Tanzvergnügen (Im Ballhaus wird geschwoft, Fernsehfilm)
- 1969: In dieser Hölle (Fernsehfilm)
- 1969: Der Geizige (Fernsehfilm)
- 1969: Auf Sch**ßer schießt man nicht (Auf Scheißer schießt man nicht)
- 1969: Spion unter der Haube (Fernsehfilm)
- 1970: Der unterbrochene Akt (Fernsehfilm)
- 1970–1972: Der Kommissar (Krimireihe, 2 Folgen)
- 1971: Die menschliche Pyramide oder Wohl dem, der eine Bleibe hat (Fernsehfilm)
- 1971: Elsa Brändström (Fernsehfilm)
- 1971: Die Theaterwerkstatt (Fernsehserie, 1 Folge)
- 1972: Hofball bei Zille – Musikalisches Spiel im Berliner 'Milljöh' (Fernsehfilm)
- 1973: Sechs unter Millionen (Fernsehserie)
- 1974: Einer von uns beiden
- 1979: Die Blechtrommel
- 1981: 'Ne scheene jejend is det hier (Fernsehfilm)
- 1983: Heinrich Penthesilea von Kleist
- 1983: Einmal Moskau und zurück (Fernsehfilm)

## Theater
- 1931: Ferenc Molnár: Liliom – Regie: Karlheinz Martin (Volksbühne Theater am Bülowplatz Berlin)
- 1931: Franz Theodor Csokor: Die Gesellschaft der Menschenrechte – Regie: Hans Rodenberg (Volksbühne Theater am Bülowplatz Berlin)
- 1932: Alexander Moissi: Der Gefangene (Marguerite Montholon) – Regie: Jacob Geis (Volksbühne Theater am Bülowplatz Berlin)
- 1932: George Bernard Shaw: Androklus und der Löwe – Regie: Karlheinz Martin (Volksbühne Theater am Bülowplatz Berlin)
- 1932: Paul Schurek: Kamrad Kasper – Regie: Günther Stark (Volksbühne Theater am Bülowplatz Berlin)
- 1933: Gerhart Hauptmann: Florian Geyer (Marei) – Regie: Heinz Hilpert (Volksbühne Theater am Bülowplatz Berlin)
- 1934: Heinrich von Kleist: Der zerbrochne Krug (Eve) – Regie: Heinz Hilpert (Volksbühne Theater am Horst-Wessel-Platz Berlin)
- 1937: Johann Wolfgang von Goethe:  Götz von Berlichingen mit der eisernen Hand (Elisabeth) – Regie: Hans-Joachim Büttner (Theater des Volkes Berlin)
- 1939: Alois Johannes Lippl: Der Engel mit dem Saitenspiel – Regie: Karl Wessels (Schiller Theater Berlin)
- 1939: Paul Sarauw: Der kluge Mann – Regie: Ernst Legal (Schiller Theater Berlin)
- 1940: Pedro Calderón de la Barca: Der Richter von Zalamea – Regie: Ernst Legal (Schiller Theater Berlin)
- 1940: Erwin Guido Kolbenheyer: Gregor und Heinrich – Regie: Ernst Legal (Schiller Theater Berlin)
- 1943: Henrik Ibsen: John Gabriel Borkmann (Fanny Wilton) – Regie: Walter Felsenstein (Schiller Theater Berlin)
- 1948: Albert Camus: Caligula – Regie: Peter Elsholz (Rheingau-Theater Berlin)
- 1948: George Bernard Shaw: Der Teufelsschüler (Mutter Dudgeon) – Regie: Franz Reichert (Hebbel-Theater Berlin)
- 1949: William Shakespeare: Othello (Emilia) – Regie: Karl-Heinz Stroux (Hebbel-Theater Berlin)
- 1949: Günther Weisenborn: Ballade vom Eulenspiegel, vom Federle und von der dicken Pompanne (Pompanne) – Regie: Franz Reichert (Hebbel-Theater Berlin)
- 1949: Jean Giraudoux: Undine (Magd) – Regie: Karl-Heinz Stroux (Hebbel-Theater Berlin)
- 1949: Thornton Wilder: Eine kleine Stadt – Regie: Frederic Mellinger (Hebbel-Theater Berlin)
- 1950: Ladislas Fodor: Gericht bei Nacht (Maria Magdalena) – Regie: Ralph Lothar (Renaissance-Theater Berlin)
- 1950: Terence Rattigan: Der Fall Winslow (Dienstmädchen) – Regie: Walther Suessenguth (Hebbel-Theater Berlin)
- 1950: Arthur Miller: Tod eines Handlungsreisenden (Hotelhure) – Regie: Helmut Käutner (Hebbel-Theater Berlin)
- 1950: Johann Wolfgang von Goethe: Der Groß-Cophta (Betrügerin) – Regie: Franz Reichert (Theater am Schiffbauerdamm Berlin)
- 1951: Jean Anouilh: Colombe – Regie: Helmut Käutner (Schlosspark Theater Berlin)
- 1952: Ulrich Becher: Samba – Regie: Ludwig Berger (Schlosspark Theater Berlin)
- 1952: Federico García Lorca: Bernarda Albas Haus (älteste Tochter) – Regie: Karl-Heinz Stroux (Schlosspark Theater Berlin)
- 1952: Hugo von Hofmannsthal: Das große Welttheater (Die Welt) – Regie: Heinrich Koch (Freilichtaufführung vor dem Berliner Schloss Charlottenburg)
- 1953: Georg Kaiser: Kolportage – Regie: Franz Reichert (Schlosspark Theater Berlin)
- 1953: Gerhart Hauptmann: Rose Bernd – Regie: Karl-Heinz Stroux (Schiller Theater Berlin)
- 1956: Ernst Barlach: Der arme Vetter (Frau Keferstein) – Regie: Hans Lietzau (Schiller Theater Berlin)
- 1956: William Shakespeare: Heinrich IV. (Frau Hurtig) – Regie: Josef Gielen (Schiller Theater Berlin)
- 1956: Federico García Lorca: Dona Rosita oder Die Sprache der Blumen – Regie: Heinrich Koch (Schlosspark Theater Berlin)
- 1957: Seán O’Casey: Rote Rosen für mich (Mutter) – Regie: Leo Mittler (Schlosspark Theater Berlin)
- 1957: Friedrich Schiller: Wallenstein – Regie: Hans Lietzau (Schiller Theater Berlin)
- 1958: John Osborne: Die Glanznummer – Regie: Hans Lietzau (Schlosspark Theater Berlin)
- 1959: Bertolt Brecht, Kurt Weill: Die Dreigroschenoper – Regie: Hans Lietzau (Schlosspark Theater Berlin)
- 1959: Thomas Wolfe: Schau heimwärts, Engel – Regie: Boleslaw Barlog (Schiller Theater Berlin)
- 1960: Félicien Marceau: Der Nerz – Regie: Harry Meyen (Schlosspark Theater Berlin)
- 1961: Alexander Ostrowski: Eine Dummheit macht auch der Gescheiteste – Regie: Walter Henn (Schlosspark Theater Berlin)
- 1962: William Shakespeare: König Richard der Dritte – Regie: Rudolf Sellner (Schiller Theater Berlin)
- 1962: Frank Wedekind: Der Liebestrank – Regie: Walter Henn (Schlosspark Theater Berlin)
- 1962: Gotthold Ephraim Lessing: Nathan der Weise – Regie: Boleslaw Barlog (Schiller Theater Berlin)
- 1963: Friedrich Dürrenmatt: Die Physiker – Regie: Hans Lietzau (Schlosspark Theater Berlin)
- 1964: Alexander Ostrowski: Der Wald – Regie: Boleslaw Barlog (Schiller Theater Berlin)
- 1964: Leopold Ahlsen: Sie werden sterben, Sire – Regie: Werner Düggelin (Schlosspark Theater Berlin)
- 1964: Pierre Augustin Caron de Beaumarchais: Der tolle Tag – Regie: Rolf Henniger (Schiller Theater Berlin)
- 1965: Wladimir Majakowski: Die Wanze – Regie: Konrad Swinarski (Schiller Theater Berlin)
- 1965: Maxim Gorki: Wassa Schelesnowa – Regie: Hans Lietzau (Schlosspark Theater Berlin)
- 1966: Friedrich Hebbel: Maria Magdalena – Regie: Fritz Kortner (Schiller Theater Berlin)
- 1967: Federico García Lorca: Bernarda Albas Haus – Regie: Alfréd Radok (Schlosspark Theater Berlin)
- 1967: Jean-Claude van Itallie: Amerika Hurra – Regie: Harry Meyen (Schiller Theater Berlin – Werkstatt)
- 1969: George Bernard Shaw: Man kann nie wissen – Regie: Boleslaw Barlog (Schlosspark Theater Berlin)
- 1970: Molière: Die gelehrten Frauen – Regie: Oscar Fritz Schuh (Schlosspark Theater Berlin)
- 1972: Frank Wedekind: Musik – Regie: Dieter Dorn (Schlosspark Theater Berlin)
- 1973: Ludwig Thoma: Moral – Regie: Willi Schmidt (Schiller Theater Berlin)
- 1974: Anton Tschechow: Iwanow – Regie: Hans Lietzau (Schiller Theater Berlin)
- 1976: Elias Canetti: Hochzeit – Regie: Günter Krämer (Schiller Theater Berlin)
- 1977: Carl Sternheim: Die Kassette – Regie: Günter Ballhausen (Schlosspark Theater Berlin)
- 1978: Ödön von Horváth: Glaube Liebe Hoffnung – Regie: Günter Krämer (Schlosspark Theater Berlin)
- 1983: Jean Genet: Der Balkon – Regie: Hans Neuenfels (Schiller Theater Berlin)
- 1983: Alexander Galin: Einmal Moskau und zurück – Regie: Helmut Polixa (Schlosspark Theater Berlin)

## Hörspiele (Auswahl)
- Georges Simenon: Maigret und der gelbe Hund. Bearbeitung: Gert Westphal. Regie: Heinz-Günter Stamm BR 1961. Der Audio Verlag 2005. ISBN 978-3-89813-390-6.

## Synchronisationen
- 1937 (1969): Laura Hope Crews als Großfürstin Anna in Engel
- 1943: Spring Byington als Bertha Van Cleve in Ein himmlischer Sünder
- 1958: Serafima Birman als Bojarina Jefrosinija in Iwan der Schreckliche II
- 1950: Muriel George als Lady Oswington in Ferien wie noch nie
- 1955: Jacqueline deWit als Mona Plash in Was der Himmel erlaubt
- 1956: Lea Seide als Gräfin Rostowa in Krieg und Frieden
- 1960: Maria Garland als Alvida von Rabenstein in Baronesse
- 1960: Patsy Kelly als Maggie in Meisterschaft im Seitensprung
- 1960: Jo Van Fleet als Ella Garth in Wilder Strom
- 1961: Edith Sharpe als Donna Pica Bernadino in Franz von Assisi
- 1961: Brenda de Banzie als Mrs: Carwright in Gebrandmarkt
- 1962: Agnes Moorehead als Rebecca Prescott in Das war der Wilde Westen
- 1964: Flora Robson als Miss Barker-Wise in Schüsse in Batasi
- 1965: Judith Furse als Miss Glowber in Die amourösen Abenteuer der Moll Flanders
- 1965: Flora Robson als Abtissin in Die tollkühnen Männer in ihren fliegenden Kisten
- 1972: Alice Reinheart als Miss Jones Horror-Expreß
- 1972: Maria Michi als Rosas Mutter Der letzte Tango in Paris

## Auszeichnungen
- 1956: Kritikerpreis
- 1963: Ernennung zur Staatsschauspielerin Berlin (West)
- 1979: Ehrenmitglied der Staatlichen Schauspielbühnen Berlin
- 1981: Bundesverdienstkreuz I. Klasse
- 1981: Großes Bundesverdienstkreuz
- 1981: Filmband in Gold für langjähriges und hervorragendes Wirken im deutschen Film